# Kalkdoddegras
Kalkdoddegras (Phleum phleoides) is een vaste plant uit de grassenfamilie (Poaceae). De soort komt van nature voor in Zuid- en Midden-Europa, Noord-Afrika en Midden-Azië en is inheems in Wallonië. Het aantal chromosomen is 2n = 14 of 28.
De plant wordt 20-60 cm hoog. De rechtopstaande of opgaande, grijsgroene stengels zijn vaak rood, hebben twee tot vier knopen en geen bladeren in het bovenste gedeelte van de vrij dunne stengel. Het 5-12 cm lange en 1-4 mm brede blad is aan de rand wit verdikt en met kiezeltandjes. Aan de bovenzijde is het blad onduidelijk gegroefd. Het tongetje is 1-3 mm lang en breed afgerond. De bladschede is glad.
Kalkdoddegras bloei in juni en juli. De bloeiwijze is een bleekgroene of paarsachtige, 1,5-15 cm lange en 4-8 mm brede aarpluim, die naar de top geleidelijk taps toeloopt. De aarpluim is bij buigen gelobd en naar boven glad. De 2-3 mm lange aartjes zijn zijdelinge afgeplat hebben twee spitsjes en één bloem. De vliezige, 2,5-3 mm lange, kelkkafjes zijn versmald-afgeknot, hebben een groene middenstreep, drie nerven en een 0,3-0,7 mm lange naaldachtige punt. Ze zijn langer dan de kroonkafjes. Het onderste kelkkafje is gekield. De kelkkafjes zijn 1,3 tot 1,5 keer zolang als het onderste kroonkafje. Het kale of donzig harige, vliezige onderste kroonkafje is 1,5-2 mm lang, ovaal met een stompe top en heeft vijf nerven. Het bovenste kroonkafje is even lang als het onderste. De drie, witachtige, 1-1,5 mm lange helmknoppen zijn ongeveer 1,5 mm lang. Het vruchtbeginsel is glad.
De vrucht is een 1,3-1,5 mm lange graanvrucht met een puntvormige navel.
- Illustratie (C=Phleum pratense)

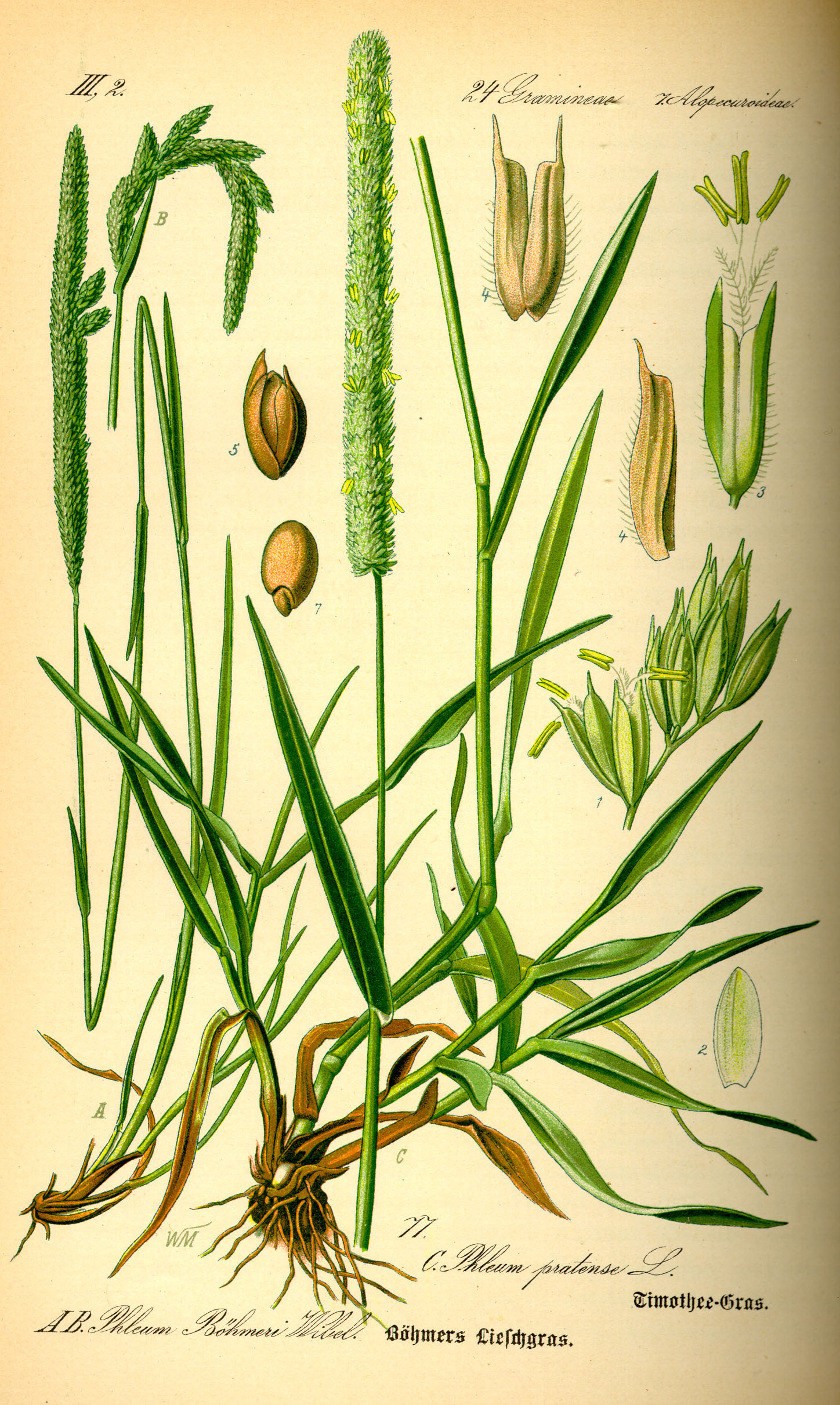
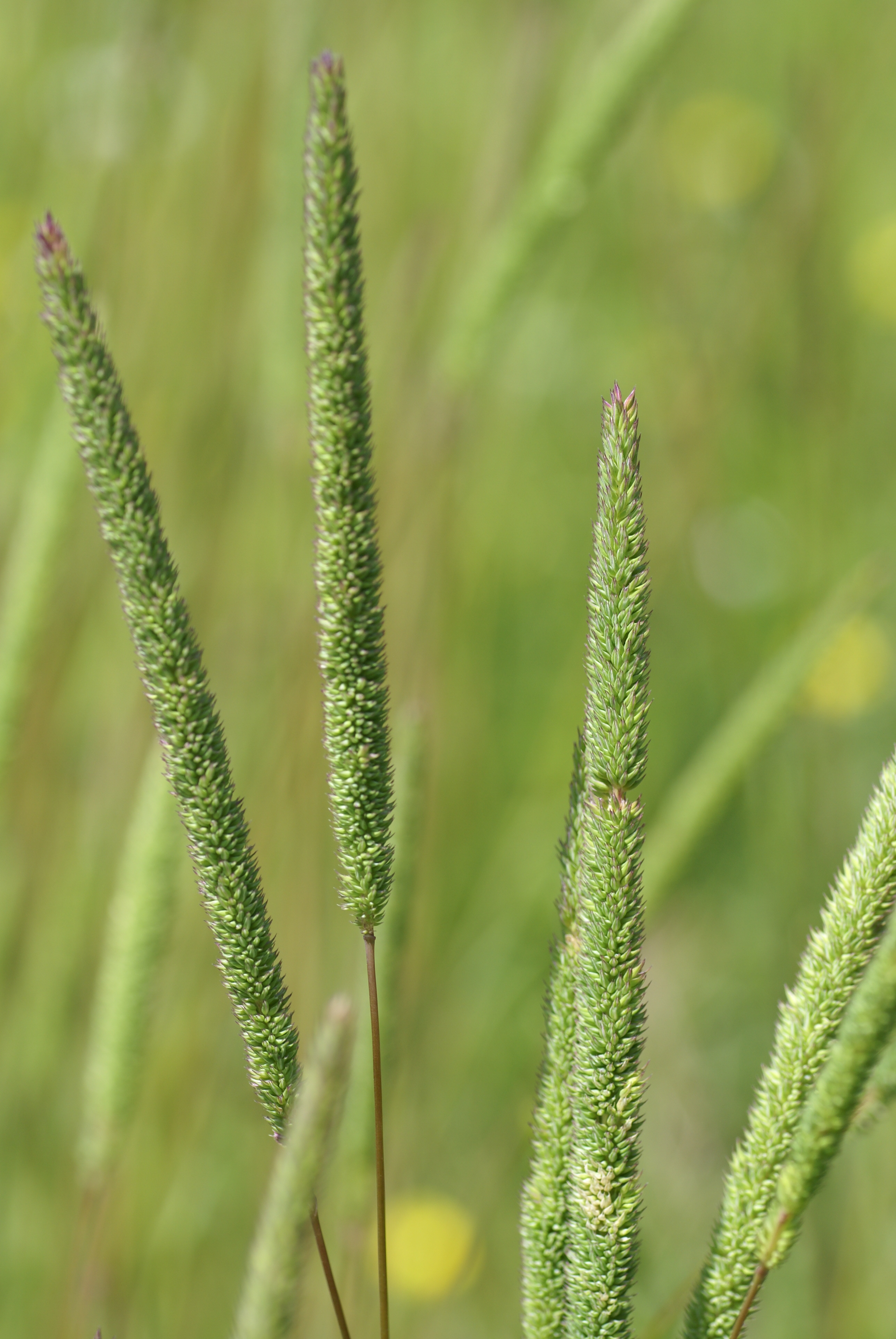
Bloeiwijze
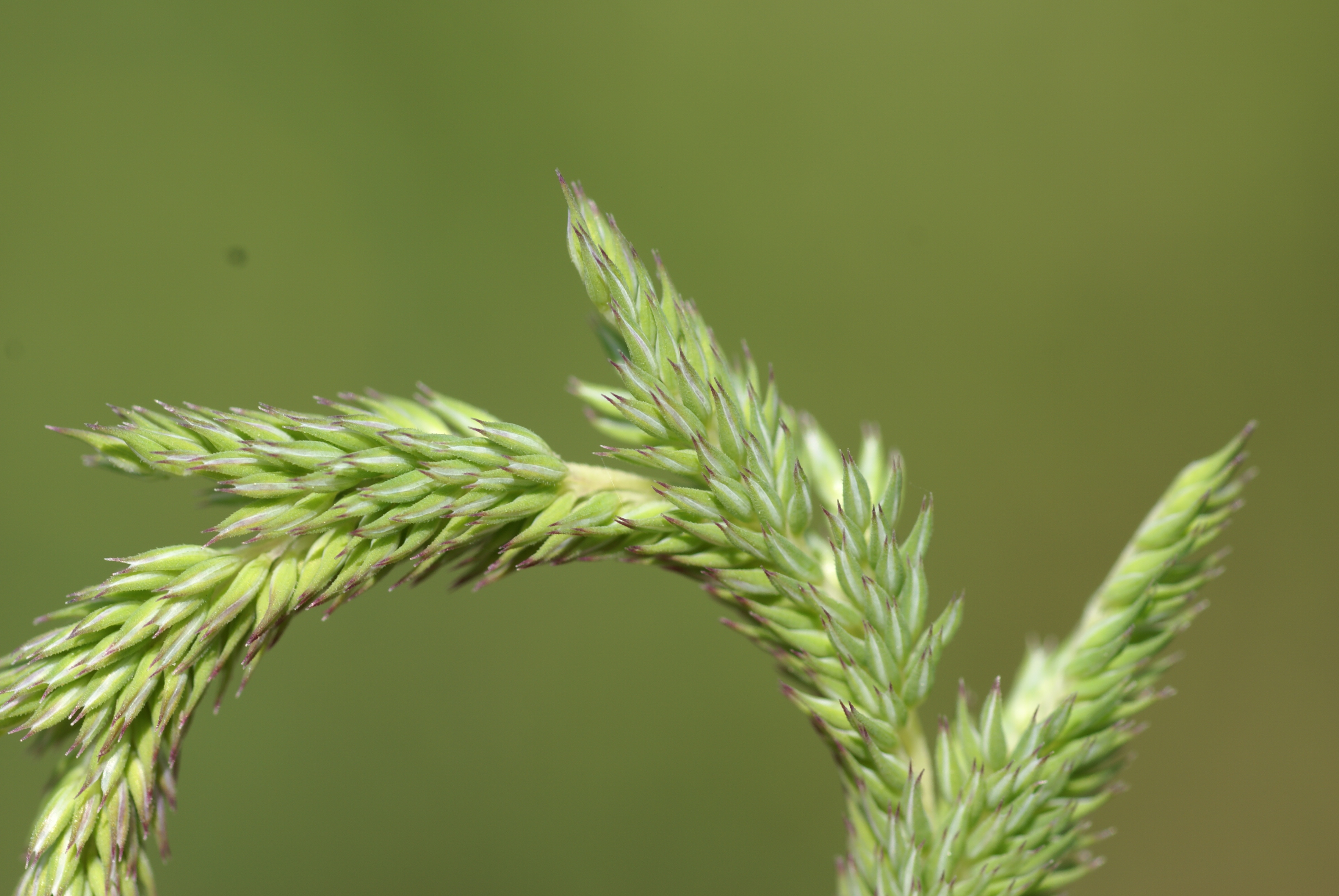
Omgebogen bloeijze
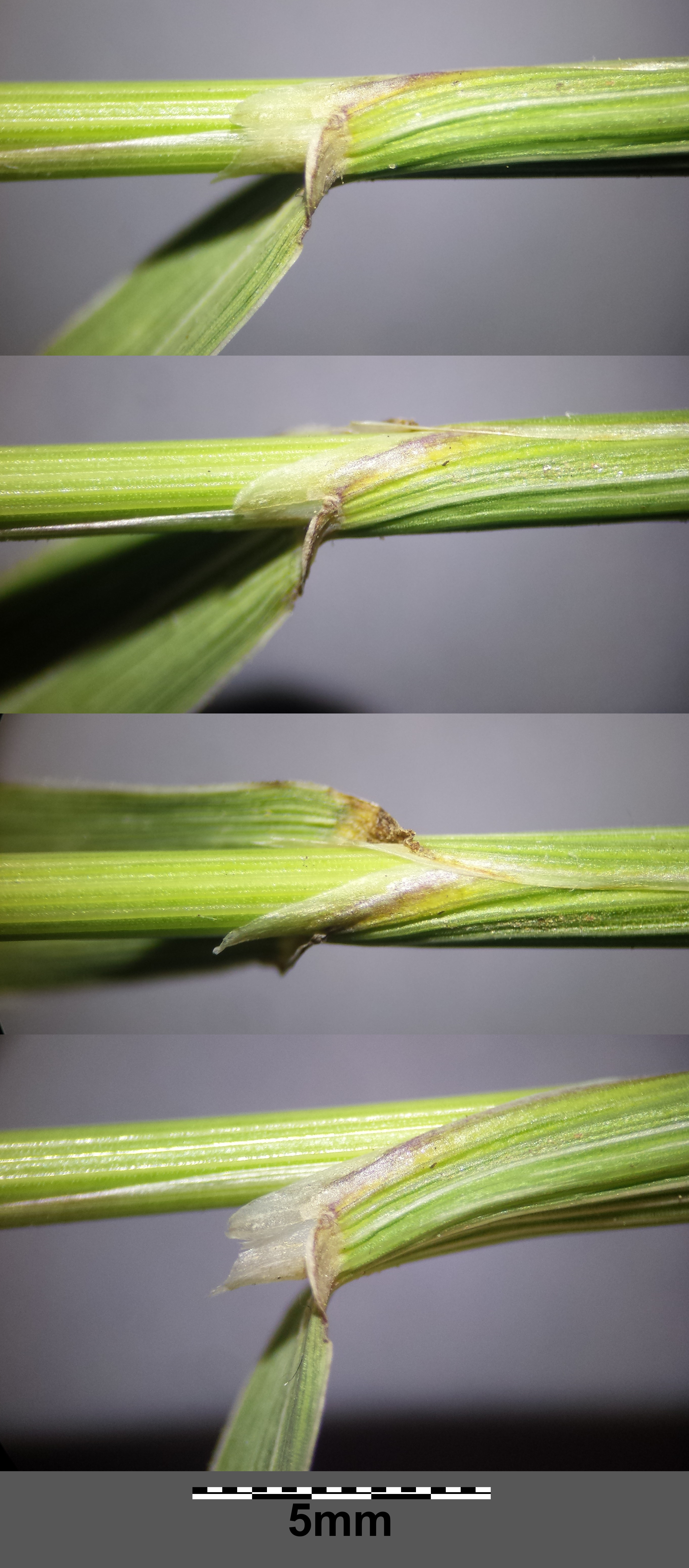
Stengel met bladschede en tongetje
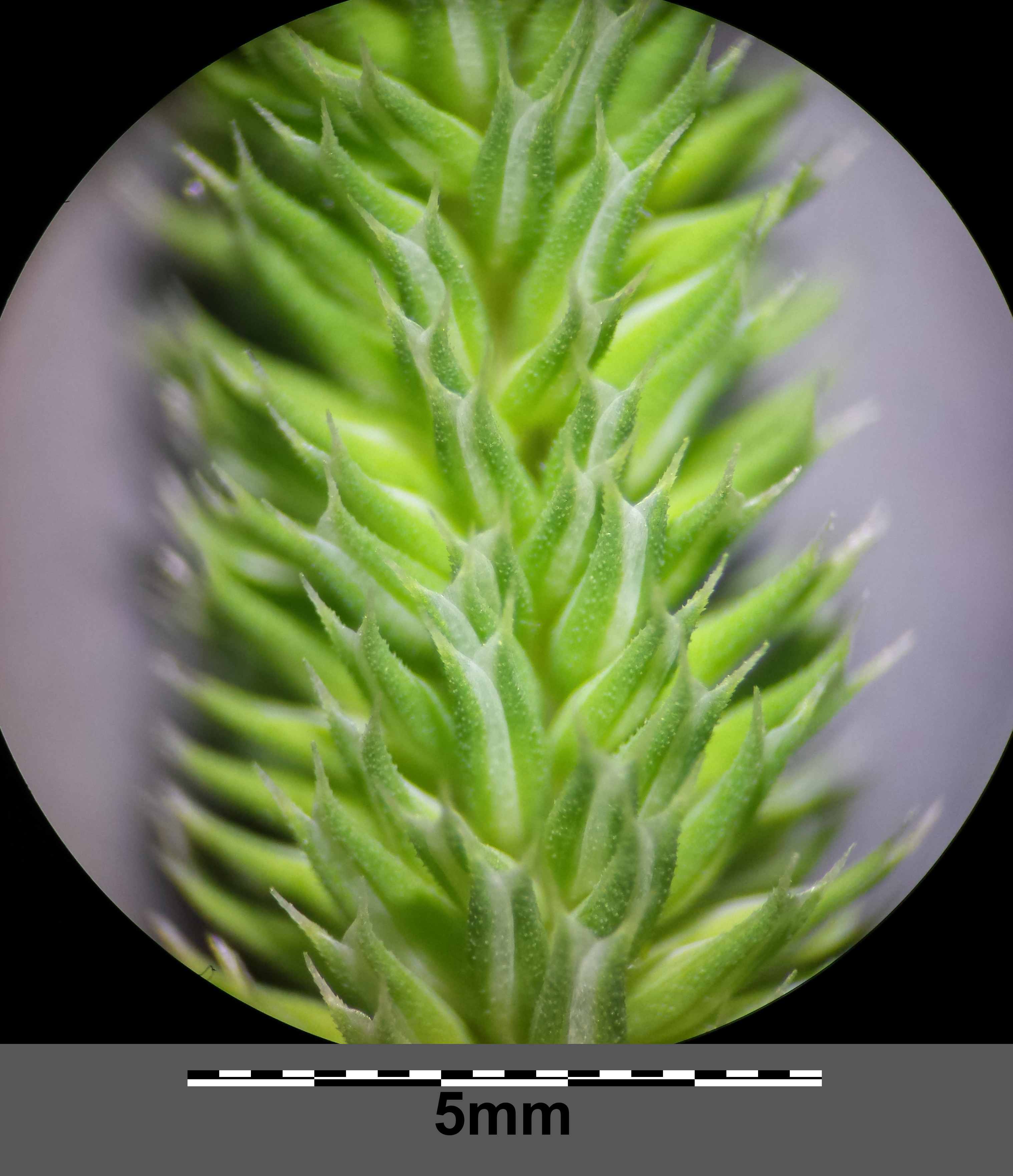
Deel van de aarpluim
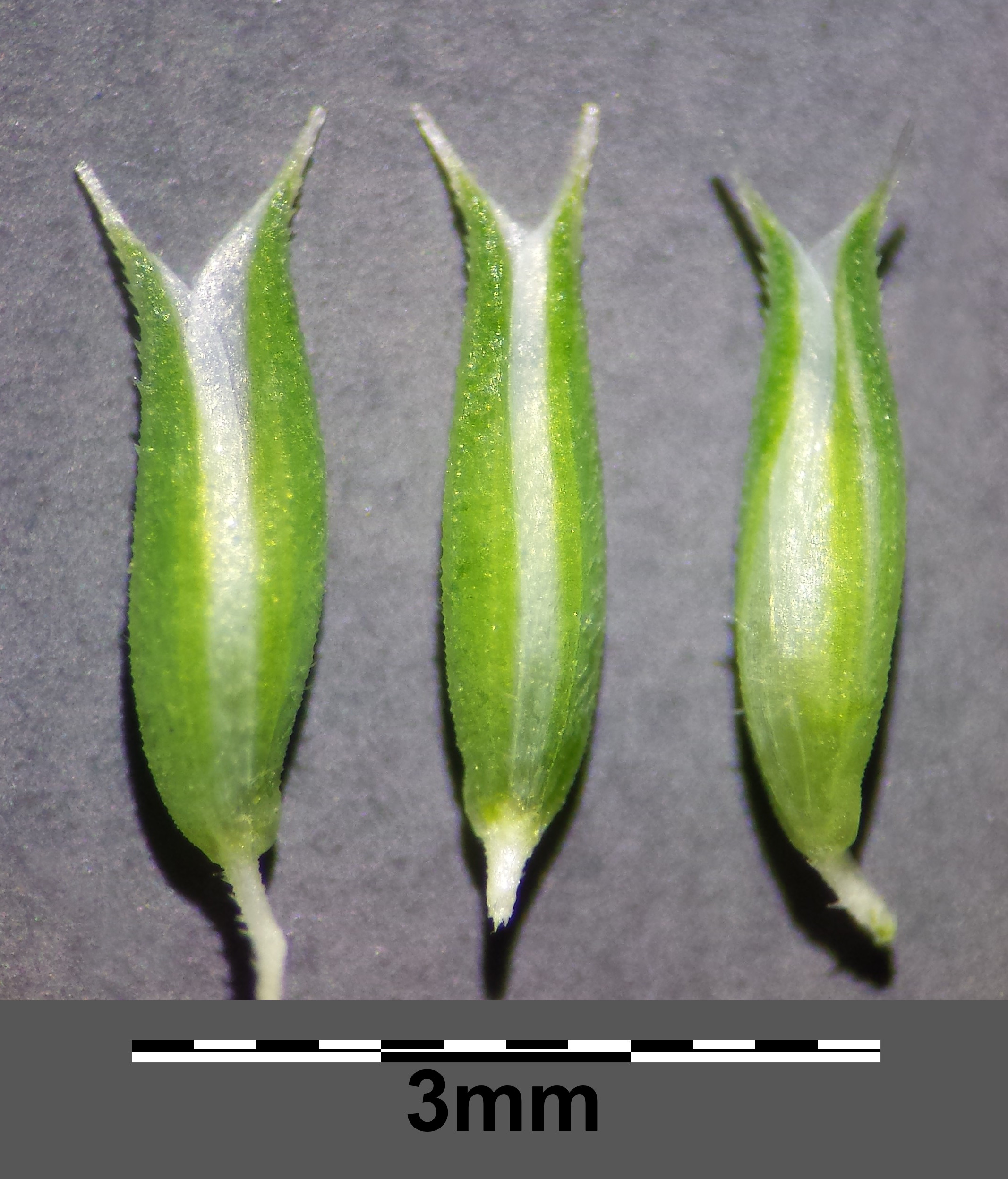
Aartjes
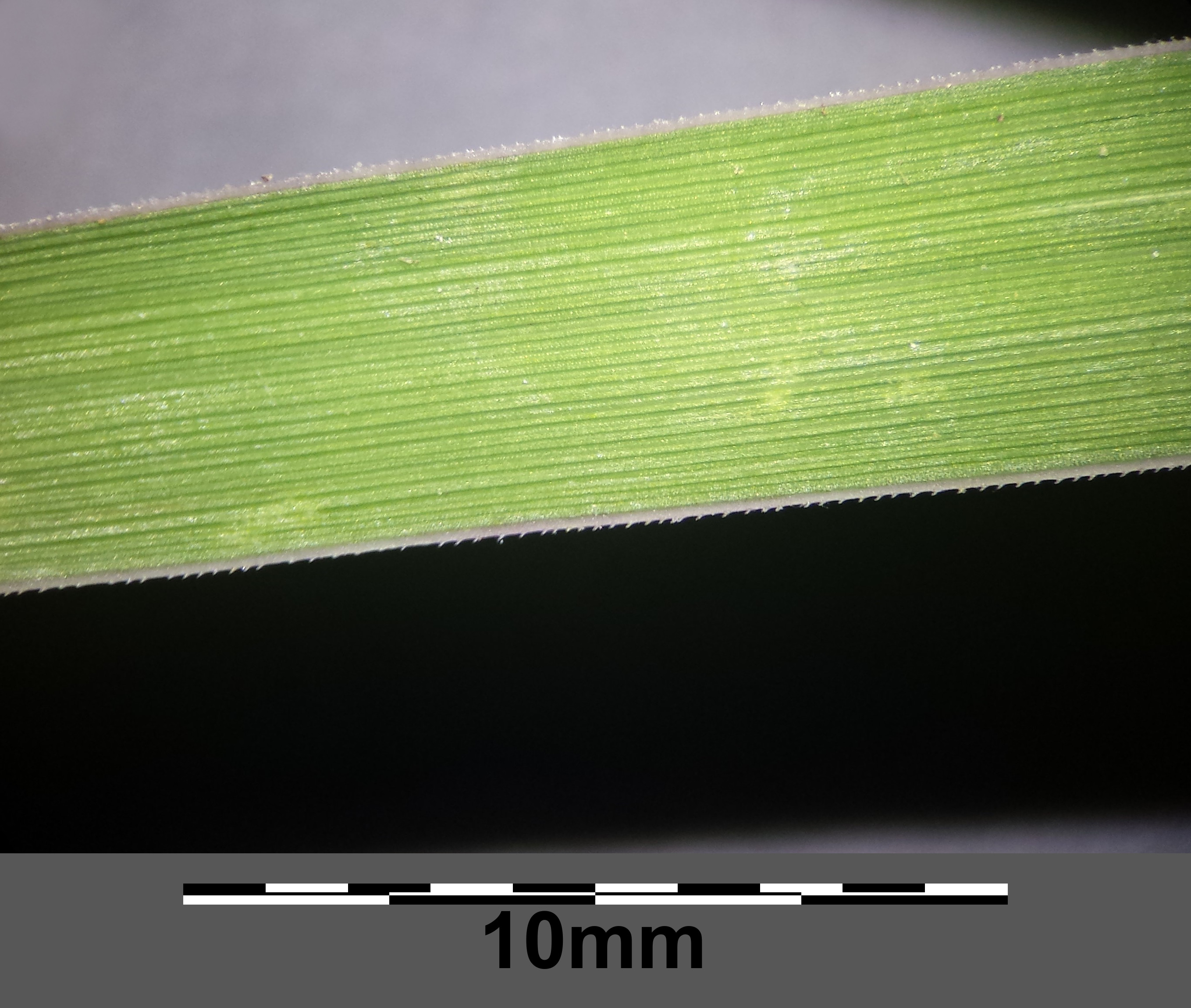
Blad met opvallende witte rand
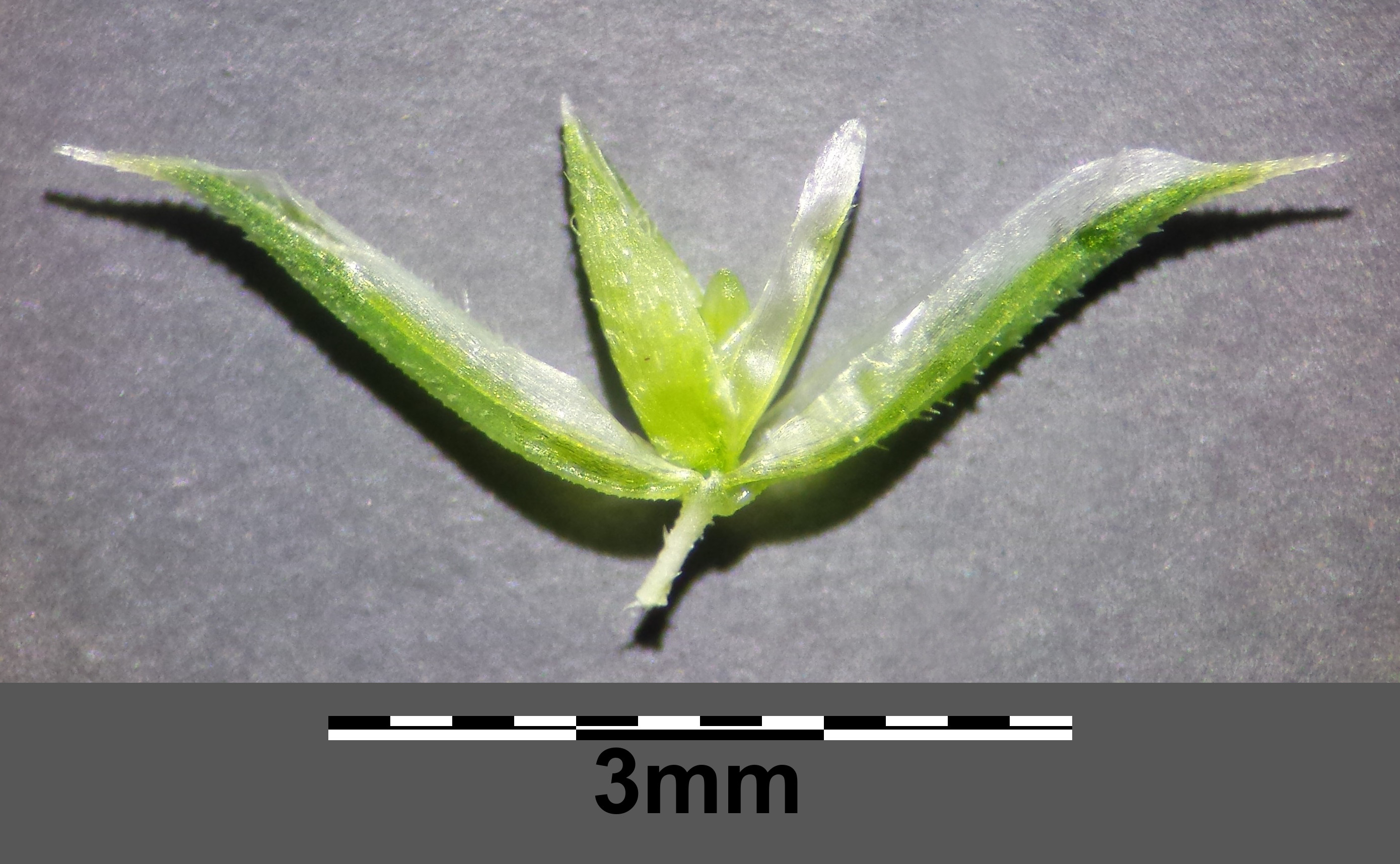
Het onderste kelkkafje is aan de kiel gewimperd.

Kalkdoddegras komt voor op droge, meestal leemachtige of stenige grond tussen rotsen, in grasland, tussen het graan en in lichte dennenbossen. 